# 波克罗夫斯克攻势
波克罗夫斯克攻势（又稱红军城攻势）是俄罗斯武装部队在俄羅斯入侵烏克蘭期间发起的一项正在进行的军事行动，主要目标是占领顿涅茨克州西部的交通樞紐及战略城市波克罗夫斯克（又称红军城）。随着俄军于2024年7月18日至19日推进并占领普羅赫雷斯，该地区的战斗加剧。这一事件成为俄罗斯在阿夫迪伊夫卡西北地区攻势的转折点，阿夫迪伊夫卡已于2024年2月被攻占。该战斗发生在波克罗夫斯克区东部和南部的多个定居点。

## 背景
波克罗夫斯克是顿涅茨克地区的重要后勤枢纽。该市位于多条高速公路的交汇处，其中一条便是连接着康斯坦丁尼夫卡、恰西夫亚尔等多个具有重要战略意义的城市的T0504高速公路。失去该市将严重影响乌克兰在顿涅茨克地区的补给状况。同时，该市也是第聂伯罗彼得罗夫斯克州前方的最后一个大型定居点，一旦该市被俄军占据，俄罗斯将获得进攻第聂伯罗彼得罗夫斯克州和扎波罗热州的有利位置。
2024年2月，俄军在阿夫迪伊夫卡战役中取得胜利后，他们的部队在接下来的几个月里向该市北部和西北部大幅推进，形成了一个突出部。俄军在奥切列季涅战役的胜利为2024年7月之前的几个月带来了进一步的进展。

## 攻势

### 早期发展（7月18日至31日）
2024年7月17日，顿涅茨克州中部的普罗赫列斯爆发战斗，次日俄军进入该村，这是俄军首次直接向波克罗夫斯克推进的重大进展。7月19日，俄罗斯领了普罗赫列斯，据称战斗仅持续了48小时。据报道，突破是由于猛烈的空袭，导致乌克兰第110和第47机械化旅的防线崩溃并随即撤退，从而使俄军在此前稳定的前线上迅速推进。

### 进攻赫罗迪夫卡和新赫罗迪夫卡（8月1日至23日）
8月1日，据报道俄军進入了熱蘭內和伊万尼夫卡郊區，並於8月1日至4日期間佔領了韋塞萊。俄羅斯军事博客當天也聲稱伊万尼夫卡內部有進一步進展。《福布斯》于8月2日估計，俄羅斯正在推進，據報道他們距離波克罗夫斯克18（11英里），并“可能”集结了由20个俄军团和旅组成的约40,000名士兵，而乌克兰方面则有来自六个旅的大约12,000名士兵。
8月5日至6日，該地區的戰鬥仍在持续。據烏克蘭武裝部隊總司令亞歷山大·瑟爾斯基稱，俄羅斯推進速度的加快，使該前線在8月初成为整个战线上最活躍的区域，成為俄羅斯的主要進攻目標。據報道，俄羅斯於8月7日占領了塞爾希伊夫卡，並開始向赫羅迪夫卡推進。佔領赫罗迪夫卡將使俄军能够對波克羅夫斯克本身進行砲擊。8月9日，英國國防部報告稱，波克罗夫斯克距前線僅16（9.9英里）。
在烏克蘭入侵俄羅斯庫爾斯克州期間，波克羅夫斯克附近的戰鬥在8月13日左右加剧，據報道該地區一天內發生了52場戰鬥，占整个前线交战次数的三分之一以上。第110機械化旅的一名代表表示，自烏克蘭入侵库尔斯克州以來，由於彈藥短缺和俄羅斯持續進攻，波克羅夫斯克附近的局勢不斷惡化。

### 佔領新赫羅迪夫卡並進攻塞利多韋（8月24日至9月6日）

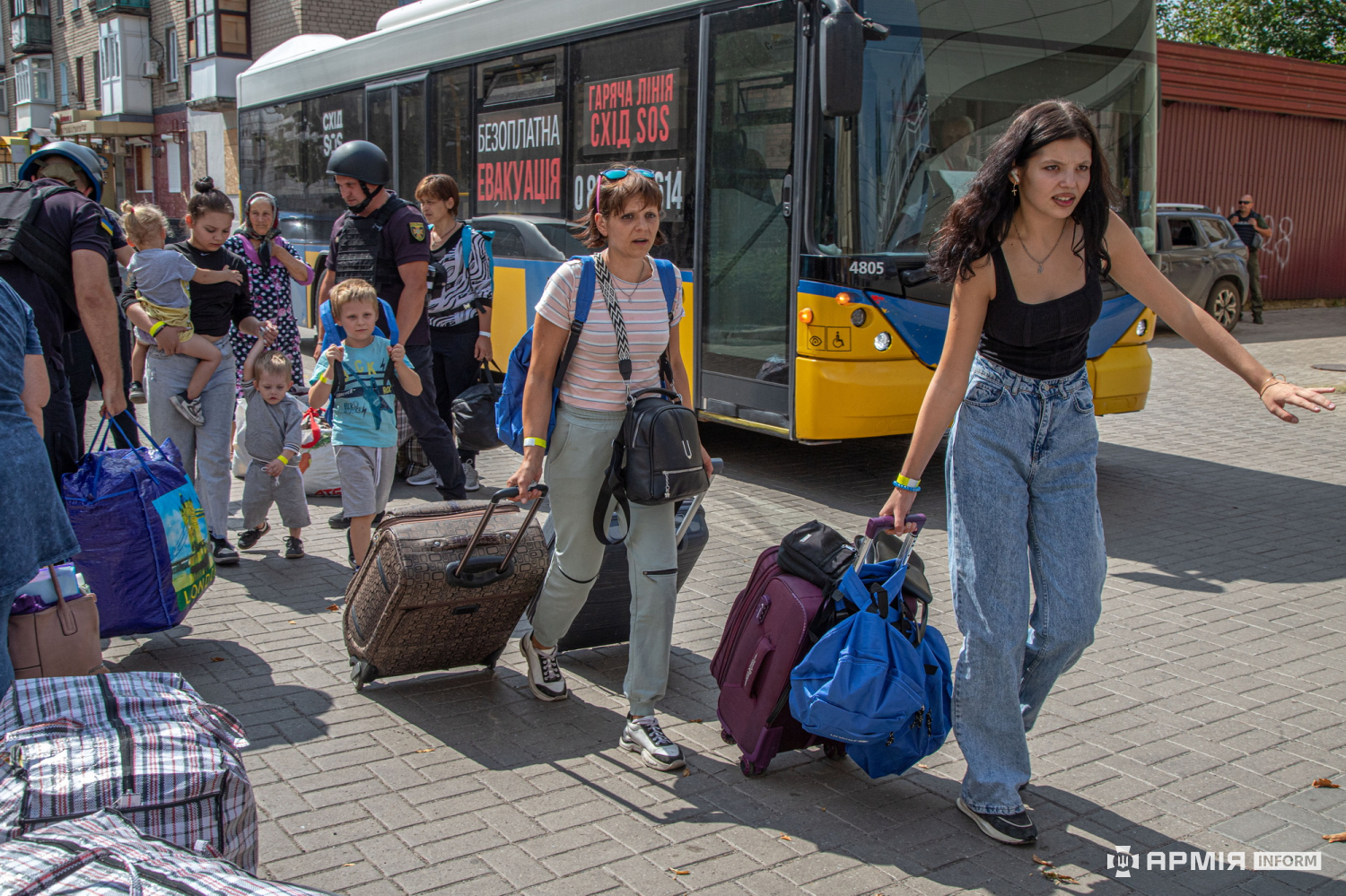
8月29日，由于俄军推進，波克羅夫斯克的民众开始撤離。

8月24日，俄羅斯繼續向新赫羅迪夫卡推進，佔領了該市東部的大部分地區，同時向南向卡利诺韦推進，並從東部向卡尔利夫卡推進。 俄羅斯消息來源稱，新赫罗迪夫卡的市議會大樓已通過向市中心的進攻而被佔領，並且位於赫羅迪夫卡西南部的红亚尔已被佔領。 8月25日，新赫罗迪夫卡的戰鬥仍在繼續，據報道，俄羅斯將控制權擴大到了該市一半以上。俄羅斯消息人士稱，從新赫罗迪夫卡以南向马里尼夫卡以及從北部向卡利诺韦進一步推進。
8月26日和27日，俄羅斯繼續向南挺進，在新赫羅迪夫卡東南部；俄羅斯部隊進入塞利多韋以東的米哈伊利夫卡，並在8月26日前後挺進梅姆里克。翌日，據報除了卡利诺韦外，梅姆里克也被佔領。
到8月27日，俄羅斯沿著途經新赫羅迪夫卡的鐵路線進軍該市西北郊區。據战争研究所（ISW）評估，俄羅斯最近在短短幾天內進攻新赫罗迪夫卡，部分原因是烏克蘭沒有試圖在城內維持據稱火力劣勢達4比1的防禦陣地，而是選擇放棄該定居點。ISW進一步表示，通過新羅迪夫卡的進軍，會讓俄羅斯有進軍波克羅夫斯克的途徑，而烏克蘭在爭奪波克羅夫斯克時，很可能不會那麼快從其陣地撤退。到了8月28日，新赫羅迪夫卡廣泛被報導為已完全被俄羅斯佔領，《基輔郵報》表示該城市在72小時內就已失守。 一名著名的烏克蘭記者對該地區缺乏承諾的工事表示不滿，並稱波克罗夫斯克附近的情況是 「災難性的」。俄羅斯消息來源也在8月28日聲稱，已在赫罗迪夫卡取得進一步的進展，聲稱進展至分割該鎮的茹拉夫卡河，並透過红亚尔向北的進展抵達米尔诺赫拉德的南郊。
9月5日，ISW評估說，最近波克罗夫斯克突出部向南擴張的目的是與向頓涅茨克州西部的武赫萊達爾重新發動的攻勢同步進行，前者是為了繼續優先奪取波克罗夫斯克，而後者則是為了限制烏克蘭向波克罗夫斯克地區重新部署的兵力。俄羅斯繼續努力包圍頓涅茨克以西的烏克蘭突出部，《紐約時報》稱俄羅斯部隊「幾乎將其包圍」。

### 争夺乌克兰斯克与俄军向南转进（9月7日至20日）
到9月7日，俄羅斯向西北方向直接向波克罗夫斯克市区發起的進攻基本上已經停滯，遂转而波克羅夫斯克以南方向推進。新部署到該地區的烏克蘭旅進行了多次反擊，主要发生在哈利齐尼夫卡、米哈伊利夫卡和塞利多韋。。

### 半包围并占领塞利多韋（9月21日至10月30日）
在烏克蘭斯克以西，俄軍繼續推進，到達了楚庫里內定居點以北和塞利多韋以南的鐵路線，後者是保衛波克羅夫斯克的關鍵城市。 9月下旬，俄軍進一步向該防線推進，與此同時，俄軍沿著頓涅茨克 - 波克羅夫斯克高速公路向塞利多韋北部推進，戰爭研究所稱這是俄軍試圖完全繞過該城市。俄羅斯消息人士則稱，這些行動旨在包圍塞利多韋，類似當時在烏赫萊達爾附近進行的推進。 9月30日的鏡頭顯示，俄軍已攻入楚庫里內東南部，而烏克蘭軍官表示，該定居點已成為該地區俄羅斯軍隊的優先目標。
在米爾諾赫拉德附近，俄羅斯軍隊於9月底佔領了克魯蒂亞爾，並於10月10日攻占了克拉斯尼亞爾並佔領了該市前的最後一個定居點尼古拉耶夫卡。  波克羅夫斯克市政府首長於10月4日表示，該市五分之四的關鍵基礎設施在俄羅斯的襲擊中遭到破壞，剩餘居民沒有水、電和天然氣。
據報道，楚庫里內於10月6日被攻佔。 10月中旬，俄軍不斷向塞利多韋以東推進，一名烏克蘭士兵於10月16日表示，俄羅斯軍隊正試圖進入塞利多韋郊區並繞過該城市。一名俄羅斯消息人士稱，通往塞利多韋的五條道路中，有兩條已被切斷，第三條從塞利多韋通往新米特里夫卡的道路正在修建中。 據報道10月18日，隨著部隊沿著鐵路線向城市南部進一步推進，道路被切斷。 俄軍專注於奪取塞利多韋，從而阻礙了其在該地區其他地區的進一步推進，特別是直接阻礙了其在波克羅夫斯克的推進。
一位烏克蘭軍事專家於10月19日稱，俄軍旨在繞過塞利多韋當地的爐渣堆，繼續實施包圍戰以迫使烏克蘭軍隊撤退，而佔領這些礦渣堆將確保俄軍能夠控制波克羅夫斯克週邊地區的火力。 10月20日，俄羅斯軍事部落客稱，俄羅斯和烏克蘭軍隊在該市郊區發生了激烈的巷戰。一名烏克蘭軍事觀察員證實，赫羅迪夫卡於10月21日被攻占。

### 僵局與局部反攻（2月1日至4月）
當俄軍向波克羅夫斯克的南部和西南部推進時，向城市本身的推進在城市週邊停止了。俄軍並未越過赫羅迪夫卡和尼古拉耶夫卡，到1月底，前線穩定在從尼古拉耶夫卡經雷西夫卡、舍甫琴柯、皮夏内至科特利内的弧形線上。1月底佔領科特利内之後，俄軍從西部包圍波克羅夫斯克的攻擊也停止了，只留下該市西南部的一個突出部。
自2月起，烏克蘭從突出部各個方向發動了多次局部反擊。到了2月中旬，烏克蘭在皮夏內和雷西夫卡取得進展。烏克蘭傘兵於2月26日奪回了科特利内。3月5日烏克蘭還在烏斯佩尼夫卡襲擊了俄羅斯。

### 俄軍開拓波克羅夫斯克市東翼（4月至7月）
自3月下旬起，俄羅斯在托列茨克以西發動攻勢，並於四月底前佔領了蘇哈巴爾卡和卡利諾韋。自4月中旬起，俄軍從沃茲德維任卡突出部朝塔拉西夫卡方向的攻勢也有所加劇，並於5月2日佔領該定居點，至5月7日突破至新奧列尼夫卡。到4月中旬，攻勢向H-32公路沿線的多個定居點擴展，包括馬林尼夫卡和新波爾塔夫卡。
7月下旬，俄軍把握烏軍戰場評估的失誤和一支烏軍旅級部隊打光了該旅的步兵而出現的機會，成功派出破壞小組經茲維羅韋進入波克羅夫斯克。；及後在7月30號的戰爭研究所的作戰地圖分析顯示，俄軍已成功打入波克羅夫斯克中部，縱使研究所認為俄軍的突擊更傾向於滲透和破壞為重，其中DeepStateMap.Live也承認俄羅斯用滲透破壞小組突襲即使承受很高的傷亡(他們主張深入該市中部的約150名俄軍人員只有30人能在中部存活），但紀律依然保持而且戰術有效。而在一星期後的8月8日，戰爭研究所也承認俄軍不僅成功深入波克羅夫斯克中部，也在該市東部取得進展。

### 8月俄军在北部的推进
据報道，2025年8月11日，俄軍在波克羅夫斯克和羅金斯科耶以北，向多布羅皮利亞鎮方向展開大規模進攻。而不論DeepStateMap.Live和烏克蘭國家通訊社都認為，雖然俄羅斯會在進攻過程出付出更大損失，但俄羅斯這次大規模進攻如果無法阻止，不但大幅惡化波克羅夫斯克市區防守壓力，而且還會加強俄軍在整個頓涅茨克州西部和西北部的行動主導權，且在前線俄軍兵力相對充足和烏軍防線兵力不足的對比問題進一步放大。而烏克蘭總統弗拉迪米爾·澤倫斯基認為，俄羅斯特意選擇這進攻時間是企圖在之後8月15日展開的2025年俄美峰會中掌握更大話語權。
8月17日，在穩定前線的局勢後，烏克蘭第1亞速軍和第93机械化旅發動反擊，成功從Kutuzivka切斷突出部並把俄軍包圍。